# Міністерство енергетики України
Міністерство енергетики України — міністерство, утворене у 2019 році шляхом реорганізації Міністерства охорони навколишнього природного середовища України (існувало з 9 грудня 2010 року) та приєднання до нього Міністерства енергетики та вугільної промисловості України (існувало з 9 грудня 2010 року). Уряд Шмигаля заново створив міністерство екології 27 травня 2020 р. 19 червня 2020 р на посаду міністра екології парламентом було призначено Романа Абрамовського.

## Статус
Міністерство енергетики України забезпечує формування та реалізує державну політику в електроенергетичному, ядерно-промисловому, вугільно-промисловому, торфодобувному, нафтогазовому та нафтогазопереробному комплексах; формування та реалізацію державної політики у сфері ефективного використання паливно-енергетичних ресурсів, енергозбереження, відновлюваних джерел енергії та альтернативних видів палива (крім забезпечення енергоефективності будівель та інших споруд) та у сфері нагляду (контролю) у галузях електроенергетики і теплопостачання.
Колишні назви:
- 1991—1995 — Міністерство охорони навколишнього природного середовища України;
- 1995—2000 — Міністерство охорони навколишнього природного середовища та ядерної безпеки України;
- 2000—2003 — Міністерство екології та природних ресурсів України;
- 2003—2010 — Міністерство охорони навколишнього природного середовища України;
- 2010—2019 — Міністерство екології та природних ресурсів України;
- 2019—2020 — Міністерство енергетики та захисту довкілля України.[4]

## Міністр
Міністерством керує Міністр енергетики України.

### Чинний міністр
- Гринчук Світлана Василівна (З 17 липня 2025 р.)[6]

Через Міністра Кабінет Міністрів України спрямовує і координує діяльність таких центральних органів виконавчої влади:
1. Державна інспекція енергетичного нагляду України
2. Державне агентство з енергоефективності та енергозбереження України

## Заступники
Некрасов Артем Леонідович, Перший заступник Міністра енергетики України
Юхимчук Ольга Юріївна, Заступник Міністра енергетики України з питань європейської інтеграції
Колісник Микола Олександрович, Заступник Міністра енергетики України
Андарак Роман Валентинович, Заступник Міністра з питань цифрового розвитку, цифрових трансформацій і цифровізації
Корзун Анатолій Васильович, Заступник Міністра енергетики України
В’язовченко Олександр Валерійович, Заступник Міністра енергетики України

## Підприємства, установи та організації, що належали до сфери управління колишнього Мінприроди
1. Державне регіональне геологічне підприємство «Донецькгеологія» («ДонецькДРГП»)
2. Східне державне регіональне геологічне підприємство («СхідДРГП»)
3. Північне державне регіональне геологічне підприємство «Північгеологія»
4. Причорноморське державне регіональне геологічне підприємство («Причорномор ДРГП»)
5. Казенне підприємство «Південукргеологія» (КП «Південукргеологія»)
6. Казенне підприємство «Кіровгеологія» (КП «Кіровгеологія»)
7. Казенне підприємство «Південний еколого-геологічний центр» (КП «Південекогеоцентр»)
8. Державне геофізичне підприємство «Укргеофізика»
9. Український державний геологорозвідувальний інститут (УкрДГРІ).
10. Державне науково-виробниче підприємство «Дер-жавний інформаційний геологічний фонд України» (ДНВП «Геоінформ України»)
11. Державне підприємство «Бурштин України»
12. Державне підприємство «Укргеолоздоровниця»
13. Державне геологічне підприємство "Державна комісія з експертизи геоло-гічних проектів та кошторисів «Геолекспертиза» (ДГП «Геолекспертиза»)
14. Державна комісія України по запасах корисних копалин
15. Державна організація «Донецька територіальна інспекція державного геологічного контролю за веденням робіт по геологічному вивченню та використанню надр»
16. Державна організація «Західна територіальна інспекція державного геологічного контролю за веденням робіт по геологічному вивченню та використанню надр»
17. Державна організація «Кіровська територіальна інспекція державного геологічного контролю за веденням робіт по геологічному вивченню та використанню надр»
18. Державна організація «Південна територіальна інспекція державного геологічного контролю за веденням робіт по геологічному вивченню та використанню надр»
19. Державна організація «Чорноморська територіальна інспекція державного геологічного контролю за веденням робіт по геологічному вивченню та використанню надр»
20. Державна організація «Полтавська територіальна інспекція державного геологічного контролю за веденням робіт по геологічному вивченню та використанню надр»

## Відомчі відзнаки Міністерства енергетики України
- Подяка Міністерства енергетики України;
- Грамота Міністерства енергетики України;
- Почесна грамота Міністерства енергетики України;
- Нагрудний знак «Відмінник енергетики України»;
- Нагрудний знак «Відмінник нафтогазової промисловості»;
- Нагрудний знак «Шахтарська слава» (3 ступені);
- Нагрудний знак «Шахтарська доблесть» (3 ступені);
- Нагрудний знак «За доблесну шахтарську працю».

Докладніше див. Відомчі відзнаки Міністерства енергетики України.